# Faraday-Waage
Die Faraday-Waage, benannt nach Michael Faraday, wird benutzt, um die magnetische Suszeptibilität {\displaystyle \chi _{\text{m}}} zu messen.
Dazu wird die Probe eines para- oder diamagnetischen Stoffs in ein Gradienten-Magnetfeld gebracht und die Kraft gemessen, mit der diese Probe aus dem Magnetfeld hereingezogen oder hinausgedrückt wird. Auf diese Weise kann die Magnetisierung {\displaystyle {\vec {M}}} gemessen und daraus mit dem Magnetfeld {\displaystyle {\vec {H}}} die Suszeptibilität ermittelt werden:
{\displaystyle \chi _{\text{m}}={\frac {|{\vec {M}}|}{|{\vec {H}}|}}.}
Verwendet werden diese Waagen etwa zur Messung von magnetischen Eigenschaften bei der Entwicklung von supraleitenden Materialien.